# Беррівілл (Вірджинія)
Беррівілл (англ. Berryville) — місто (англ. town) в США, в окрузі Кларк штату Вірджинія. Населення — 4574 особи (2020).

## Географія
Беррівілл розташований за координатами 39°9′4″ пн. ш. 77°58′56″ зх. д. / 39.15111° пн. ш. 77.98222° зх. д. (39.151050, -77.982333).  За даними Бюро перепису населення США в 2010 році місто мало площу 5,87 км², з яких 5,87 км² — суходіл та 0,00 км² — водойми.

### Клімат
| Клімат : Беррівілл      | Клімат : Беррівілл | Клімат : Беррівілл | Клімат : Беррівілл | Клімат : Беррівілл | Клімат : Беррівілл | Клімат : Беррівілл | Клімат : Беррівілл | Клімат : Беррівілл | Клімат : Беррівілл | Клімат : Беррівілл | Клімат : Беррівілл | Клімат : Беррівілл | Клімат : Беррівілл |
| Показник                | Січ.               | Лют.               | Бер.               | Квіт.              | Трав.              | Черв.              | Лип.               | Серп.              | Вер.               | Жовт.              | Лист.              | Груд.              | Рік                |
| Абсолютний максимум, °C | 24,4               | 27,2               | 30,0               | 33,9               | 35,0               | 37,2               | 38,9               | 39,4               | 38,9               | 33,3               | 29,4               | 25,6               | 39,4               |
| Середній максимум, °C   | 4,4                | 7,2                | 12,2               | 18,3               | 23,3               | 27,8               | 30,0               | 28,9               | 25,6               | 18,9               | 12,8               | 7,2                | 18,1               |
| Середня температура, °C | −0,6               | 1,7                | 6,1                | 11,7               | 16,7               | 21,7               | 23,9               | 22,8               | 19,4               | 12,2               | 7,2                | 2,2                | 12,1               |
| Середній мінімум, °C    | −6,1               | −4,4               | −0,6               | 4,4                | 10,0               | 15,0               | 17,8               | 16,7               | 12,8               | 5,6                | 1,1                | −3,3               | 5,8                |
| Абсолютний мінімум, °C  | −25                | −23,3              | −20,6              | −7,8               | −3,3               | 2,8                | 5,6                | 3,9                | −2,2               | −8,3               | −14,4              | −22,2              | −25                |
| Норма опадів, мм        | 71                 | 61                 | 79                 | 76                 | 94                 | 89                 | 104                | 84                 | 84                 | 86                 | 79                 | 64                 | 971                |
| ----------------------- | ------------------ | ------------------ | ------------------ | ------------------ | ------------------ | ------------------ | ------------------ | ------------------ | ------------------ | ------------------ | ------------------ | ------------------ | ------------------ |
| Джерело: weather.com    |                    |                    |                    |                    |                    |                    |                    |                    |                    |                    |                    |                    |                    |

## Демографія
Згідно з переписом 2010 року, у місті мешкало 4185 осіб у 1653 домогосподарствах у складі 1073 родин. Густота населення становила 713 особи/км².  Було 1804 помешкання (307/км²).
Расовий склад населення:
| - 84,8 % — білих - 8,6 % — чорних або афроамериканців - 1,4 % — азіатів - 0,6 % — корінних американців - 1,8 % — осіб інших рас |

До двох чи більше рас належало 2,7 %. Частка іспаномовних становила 4,8 % від усіх жителів.
За віковим діапазоном населення розподілялося таким чином: 25,8 % — особи молодші 18 років, 54,7 % — особи у віці 18—64 років, 19,5 % — особи у віці 65 років та старші. Медіана віку мешканця становила 43,3 року. На 100 осіб жіночої статі у місті припадало 88,0 чоловіків;  на 100 жінок у віці від 18 років та старших — 82,4 чоловіків також старших 18 років.
Середній дохід на одне домашнє господарство  становив 79 138 доларів США (медіана — 56 591), а середній дохід на одну сім'ю — 101 238 доларів (медіана — 87 647). За межею бідності перебувало 8,6 % осіб, у тому числі 5,5 % дітей у віці до 18 років та 6,8 % осіб у віці 65 років та старших.
Цивільне працевлаштоване населення становило 1852 особи. Основні галузі зайнятості: освіта, охорона здоров'я та соціальна допомога — 23,2 %, науковці, спеціалісти, менеджери — 16,8 %, роздрібна торгівля — 11,1 %, публічна адміністрація — 9,4 %.